# Orlando Lorenzelli
Orlando Lorenzelli (Parana, 16 luglio 1899 – ...) è stato un calciatore italiano, di ruolo difensore.

## Carriera
Dopo aver militato nella Juventus Spezzina viene ingaggiato dallo Spezia nel 1920 ed in bianconero disputa 13 partite in Prima Categoria nella stagione 1920-1921. L'anno seguente gioca invece 8 partite.